# Provitamina
Provitamina é uma substância precursora que,  a partir de seguidas reações químicas no organismo, tornar-se-á uma vitamina. O termo previtamina é um sinónimo.
Dentre as provitaminas mais conhecidas estão o caroteno (provitamina A, que no intestino ou no fígado se fragmenta em duas moléculas de vitamina A) e o ergosterol (obtido em plantas) que, pela ação dos raios ultravioleta do Sol na pele, se transforma em vitamina D (ou calciferol).
O termo "pró-vitamina" é frequentemente utilizado para se referir a uma substância com pouca ou nenhuma atividade vitamínica, mas que pode ser convertida numa forma ativa por processos metabólicos normais.

## Exemplos
Algumas provitaminas são:
- "Provitamina A" é outro nome para β-caroteno,[1] que tem apenas cerca de 1/6 da atividade biológica do retinol (vitamina A); o organismo utiliza uma enzima para converter o β-caroteno em retinol. Noutros contextos, tanto o β-caroteno como o retinol são simplesmente considerados formas diferentes (vitaminas) de vitamina A.
- "Provitamina B5" é outro nome para pantenol, que pode ser convertido no organismo em vitamina B5 (ácido pantoténico).
- A Menadiona é uma provitamina sintética da vitamina K.
- A provitamina D2 é ergosterol, e a provitamina D3 é 7-desidrocolesterol. Ambos são convertidos pela luz UV em vitamina D.[1] O organismo humano produz provitamina D3 de forma natural; A deficiência é geralmente causada pela falta de exposição solar, e não pela falta da pró-vitamina.[3]